# Physoschistura raoi
Physoschistura raoi är en fiskart som först beskrevs av Hora 1929.  Physoschistura raoi ingår i släktet Physoschistura och familjen grönlingsfiskar. IUCN kategoriserar arten globalt som otillräckligt studerad. Inga underarter finns listade i Catalogue of Life.